# Fronter
Fronter var en lärplattform. Fronter används speciellt för nätbaserade distansutbildningar och för att hantera inlämningsuppgifter, men var även spritt vid undervisning i grundskola, gymnasium och universitet.
Fronter utvecklades av Roger Larsen och Bjarne Hadland i ett företag de grundade i Oslo 1998. År 2003 hade de sålt 500 000 licenser, varav hälften till Norge, men även till Danmark, Nederländerna och Sverige. Bland de mer uppseendeväckande kunderna då var Pekings lärarhögskola. År 2008 användes plattformen i flera länder och företaget hade kontor i Sverige, Danmark, Nederländerna, Tyskland, Österrike, Schweiz och Storbritannien.
År 2008 köptes företaget bakom Fronter av Pearson plc. It’s Learning förvärvade lärplattformen från Pearson 2015. De integrerade den i sin egen plattform varigenom Fronter senare försvann som egen plattform.